# Naucleopsis riparia
Naucleopsis riparia är en mullbärsväxtart som beskrevs av C. C. Berg. Naucleopsis riparia ingår i släktet Naucleopsis och familjen mullbärsväxter. Inga underarter finns listade i Catalogue of Life.